# Petershausen
Petershausen er en kommune i Landkreis Dachau, i Regierungsbezirk Oberbayern i den tyske delstat Bayern, med knap 6.000 indbyggere.

## Geografi
Petershausen ligger ved floden Glonn, ca. 36 km fra München.

### Inddeling
Ud over Petershausen består kommunen af følgende landsbyer og bebyggelser: Asbach, Freymann, Glonnbercha, Göppertshausen, Höckhof, Kollbach, Lindach, Mittermarbach, Mühldorf, Oberhausen, Obermarbach, Piflitz, Sollern, Speckhof, Wasenhof, Weißling und Ziegelberg.